# كليبجوي
كليبجوي (بالإنجليزية:Klipgooi) هو عنوان رواية باللغة الأفريكانية أصدر في عام 1999 (ردمك 0-7981-396-3) للكاتب الجنوب أفريقي فرانسوا بلومهوف، وهو اسم المدينة الخيالية التي تشكل مكانا للقصة داخل هذه الرواية.

## نمط كتابة الرواية وهيكلها
تتميز رواية بالطريقة التي تروى بها القصة (وجهة نظر الراوي) والهيكل التي تقوم بها القصة (البنية).

### منظور الراوي
يروي فرانسوا بلومهوف قصة ما جرى بالضبط في كليبجوي عام 1984 من منظور 14 شخصية مختلفة منها شخصية أكثر أهمية، تشكل الأساس للرواية. يروي كل فصل في الرواية من منظور شخص واحد من هذه الشخصيات الأربعة عشر، مما يعطي القارئ البصيرة الفريدة للأفكار والمشاعر العميقة لكل من هذه الشخصيات بسبب أن كل شخصية تروي الفصول الخاصة بها.

### البنية
تنقسم الرواية إلى ثلاثة أجزاء منفصلة، كل منها يشير إلى يوم في عطلة نهاية أسبوع مصيري في أغسطس 1984 في مجتمع مدينة كليبجوي الصغيرة. تجري القصة في الماضي والحاضر في آن واحد بوجود شخصية واحدة أكثر أهمية تزور المدينة المعاد هيكلتها في الوقت الحاضر، بينما جرت الأحداث الحقيقية في أغسطس 1984، مما يسبب في تصوير الشخصية الرئيسية في الماضي. كل فصل يصف الأحداث في الماضي، مسبوقة بساعة تناظرية تشير إلى الوقت من اليوم، بذلك تعطي القارئ التاريخ والوقت الدقيقتين لوقوع حدث معين، يقدم كل فصل اقتباس(يبدو عشوائيا) من الفصل الذي يليه.

## الحبكة
تبدأ القصة من منظور شخص (غير معروف الجنس في البداية) يعود إلى المدينة الذي قضى فيها طفولته (كليبجوي) لأسباب مجهولة حتى الآن. يتضح أن هذه الشخصية امرأة، تعود إلى مدينة كليبجوي لمواجهة الشياطين من ماضيها. غير أنها في البداية أصيب بهلع عند عودتها لأنها خائفة من أن بعض السكان الذين أقاموا في المدينة منذ طفولتها لا يزالون فيها حتى الآن وقد يتعرفون عليها.
عندما تبدأ المرأة المشي في أنحاء كليبجوي، تظهر فصول ماضيها وهذا يعطي القارئ نظرة ثاقبة لما حدث بالدقة في ماضي هذه المرأة التي تركت لها ندب عميق وخوف حقيقي على ما يبدو على المدينة.